# Dianne Primavera
Pour les articles homonymes, voir Primavera.
Dianne Primavera, née le 28 janvier 1950 à Denver, est une femme politique américaine membre du Parti démocrate. Elle est lieutenant-gouverneure du Colorado depuis 2019.